# Chatzakia
Chatzakia és un gènere d'aranyes araneomorfes de la família dels gnafòsids (Gnaphosidae). Fou descrita per primera vegada l'any 2016 per Lissner & Bosmans.
Segons el World Spider Catalog, amb dades del 22 de març de 2017, conté només una espècie endèmica de les Illes Balears: Chatzakia balearica.